# Japansk spiræa
Japansk spiræa (Spiraea japonica) eller rosenspiræa er en lille, løvfældende busk med en opret, lidt overhængende vækstform. Japansk spiræa blomstrer med vinrøde blomster i små halvskærme på spidsen af årsskuddene.

## Beskrivelse
Barken er først glat og rødlig, men senere bliver den mere og mere brun og kantet. Til sidst er den stribet og opsprækkende. Knopperne er spredte, tilliggende, kegleformede og brune. Løvspringet er lyserødt. 
Bladene er lancetformede med savtakket rand. En arvelig fejl (eller en virussmitte) gør, at bladene ofte er krumme og misfarvede med hvide og lyserøde partier. Høstfarven er brun til gulrød. Blomsterne sidder samlet i endestillede halvskærme. De enkelte blomster er vinrøde og ret små. Resterne af de visne blomster sidder tilbage hele vinteren.
Rodnettet er i begyndelsen trævlet og bærer præg af, at busken er formeret ved stiklinger. Senere udvikles der dog 4-5 kraftige hovedrødder, som er både dybtgående og vidtrækkende. Busken fremkalder jordtræthed.
Højde x bredde og årlig tilvækst: 0,75 x 0,50 m (25 x 20 cm/år), men ældre buske vælter ofte ud og bliver meget brede.

## Hjemsted
Rosenspiræa er en krydsning og har som sådan ikke noget hjemsted. Begge forældrearterne kommer dog fra egne i Japan og Kina, hvor klimaet er fastlandspræget med kolde, snerige vintre og tørre, varme somre. Her gror de som krat og skovbryn.

## Sorter
- Spiraea japonica 'Anthony Waterer' er næsten den eneste sort, der forhandles i Danmark.